# Musick to Play in the Dark
Musick to Play in the Dark – album Coil wydany po raz pierwszy w 1999 roku jako podwójny album na winylu 12’’. 
Musick To Play In The Dark był pierwszym z albumów zawierających tzw. "muzykę księżycową" (moon music). Kolejnym był Musick to Play in the Dark Vol. 2, wydany rok później.
Utwór Are You Shivering? poświęcony jest MDMA. "Red Birds Will Fly Out Of The East And Destroy Paris In A Night" opiera się na albumie Rubycon Tangerine Dream. Tytuł pochodzi z Przepowiedni Nostradamusa. Na pianinie w "Red Queen" gra Thighpaulsandra. Słowa "Strange Birds" wzięto z tekstów Aleistera Crowleya, a utwór The Dreamer Is Asleep poświęcono Williamowi Blake'owi.

## Spis utworów

### CD
1. Are You Shivering? – 9:36
2. Red Birds Will Fly Out Of The East And Destroy Paris In A Night – 12:40
3. Red Queen – 10:58
4. Broccoli – 9:17
5. Strange Birds – 7:33
6. The Dreamer Is Still asleep – 9:56

### 12" winyl
Strona A:
1. Are You Shivering? - ?
2. Red Birds Will Fly Out Of The East And Destroy Paris In A Night – 8:41
3. Red Queen - ?

Strona B:
1. Broccoli – ?
2. The Dreamer Is Still Asleep - ?

### Twórcy
- John Balance
- Peter Christopherson
- Thighpaulsandra
- Drew McDowall